# 李俊亨
李俊亨（英語：Li, Chun Hang Henry，1988年6月3日—），現職帝鋒金融集團董事總經理﹐帝鋒金業、帝鋒貴金屬及帝鋒金銀幣創辦人﹐亦為金銀業貿易場理監事會成員。集團亦為香港首間推出「不授權標籤」的貴金屬企業，表明不接受客戶簽署授權書。李俊亨的父親為香港貴金屬同業協會會長李文偉。

## 簡歷
李俊亨中學就讀皇仁書院，2005年中學畢業後，於美國波士頓修讀商科副學士課程。其後，他畢業於美國佛羅里達州航空大學，持有航空學士學位，目前於公餘時間修讀法律課程。2011年，他決定回港發展，曾投考國泰航空機師惟落選，其後於香港一間飛行學校出任教練及理論導師。

## 社會公益
李俊亨所屬的帝鋒金融集團曾與機構「愛心飯團」合作，向深水埗區內長者及有需要人士派發飯盒及物資。由李俊亨牽頭、帝鋒金融集團開設的「文武雙全助學計劃」於2021年3月展開，計劃以中一至中三學生為對象，免費提供網上英文補習及綜合搏擊訓練；同年4月，「文武雙全青少年發展機構」成立，除繼續推行「文武雙全助學計劃」外，亦推動書法、急救、游泳、跳繩、野外定向、配音班及寵物護理等青少年活動。

## 拳擊比賽
李俊亨在拳壇上有「戰鬥機」的綽號。他熱愛拳擊運動，曾於美國學習MMA，2015年向向柏榮拜師，曾獲香港散打賽冠軍。2021年10月，李表示有意爭取杭州亞運資格，昐能代表香港參加散打項目。

## 林鍾拳賽
2021年初，林作為應付與鍾培生的百萬擂台拳賽，特意找向柏榮拜師學拳，有關訓練期約6個月，向柏榮拳館代表李俊亨擔當了林作的教練。

2021年5月，林作初踏擂台出賽，在場觀戰的鍾培生在社交平台上直播，並稱能「Knock Out」李俊亨。及後李鍾二人碰面，李當場邀請鍾進行拳賽，並指鍾不尊重其教練團隊，二人爭拗期間，有人勸交，最後鍾在未有正面回應李的邀請下離開現場。
林作與鍾培生的百萬拳賽於2021年9月18日舉行，李俊亨翌日在社交平台重貼鍾培生賽前稱若自己未能K.O.林作，則會與李作賽的貼文。李同日接受傳媒訪問，稱已預料鍾會違背承諾，他亦不希望就事件糾纏下去，但稱自己隨時能應戰。
2021年9月24日，鍾培生回應指接受李俊亨挑戰，並能在同月作賽，但地點要在鍾家擂台，並要求賽事不設現場觀眾及不准拍攝，僅能在其「培生培心」頻道獨家直播。李俊亨翌日於社交平台回應，感謝鍾履行對他的挑機，惟李稱不滿於鍾家閉門作賽的安排，並指既然比賽不涉商業性質，就應該免費公開。李亦指希望比賽能以「以擊倒或比賽直至一方拳手以任何形式不能繼續作賽」為止的專業賽賽事標準來斷定勝負。

## 生涯戰績
| 比賽                                                               | 對手             | 結果        |
| ------------------------------------------------------------------ | ---------------- | ----------- |
| Grim Sport 2016綜合搏擊邀請賽Round2「綜合搏擊業餘例」60公斤級賽事  | 葉浩文           | 勝 (89：82) |
| 灝天金融慈善Energy Fight 2016「綜合搏擊業餘例」獅子會盃            | 許雨和           | 勝 (90：81) |
| EF2018全港青少年搏擊大賽暨Shoot Boxing外卡專業賽專業排名組65KG賽事 | Mitjaroen Thongi | 負 (82：90) |
| 第三屆全港青少年搏擊大賽 暨成人業餘新星賽男子專業組64KG賽事        | 陳柏灝           | 勝 (3:0)    |
| Energy Fight 2021 第三回‧精英搏擊大賽男子專業組66KG賽事            | 唐柏文           | 勝 (30:27)  |